# GWAVE 5th Anniversary Festa
GWAVE 5th Anniversary Festa는 미연시 컴필레이션 Gwave가 5주년을 맞이해 약 3일간 발매된 앨범이다.

## 트랙
- はーてにゃ？
- love-go-round